# Samoa nos Jogos Olímpicos
Samoa participou pela primeira vez dos Jogos Olímpicos em 1984, e mandou atletas para competirem em todas as edições dos Jogos Olímpicos de Verão desde então. A nação nunca participou dos Jogos Olímpicos de Inverno.
Em 2017, a halterofilista Ele Opeloge recebeu retroativamente  a medalha de prata dos Jogos Olímpicos de Pequim 2008 devido à desclassificação de duas atletas por doping.  
O Comitê Olímpico Nacional de Samoa foi criado em 1983 e foi reconhecido pelo Comitê Olímpico Internacional no mesmo ano.

## Lista de Medalhistas
| Medalhas         | Nome        | Jogos       | Esportes       | Eventos       |
| ---------------- | ----------- | ----------- | -------------- | ------------- |
| Medalha de prata | Ele Opeloge | 2008 Pequim | Halterofilismo | Mais de 75 Kg |